# Naz VD
| VD ist das Kürzel für den Kanton Waadt in der Schweiz. Es wird verwendet, um Verwechslungen mit anderen Einträgen des Namens Naz zu vermeiden. |

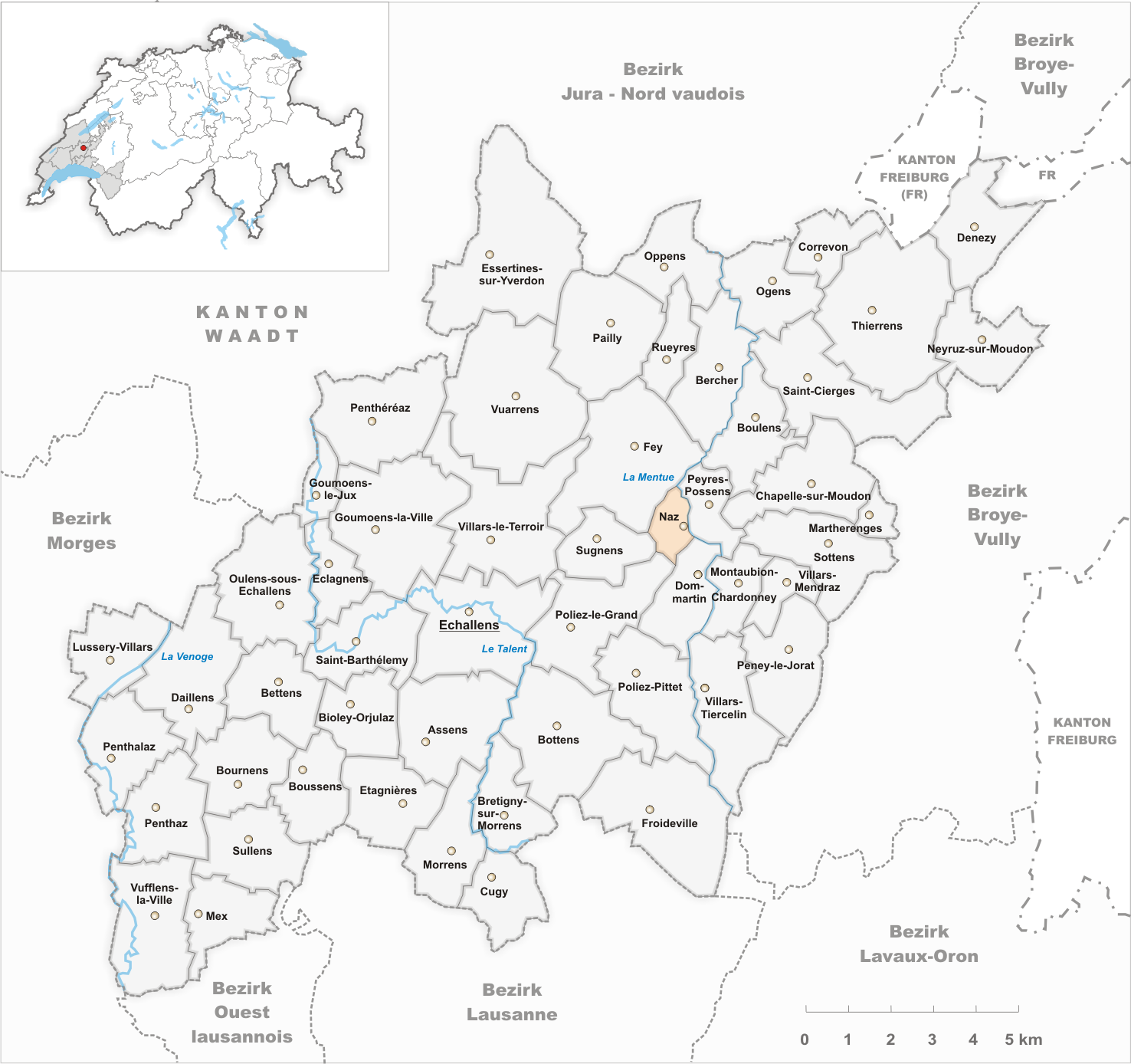
Gemeindestand vor der Fusion am 30. Juni 2011

Naz war eine politische Gemeinde im Distrikt Gros-de-Vaud des Kantons Waadt in der Schweiz. Naz schloss sich am 1. Juli 2011 mit den Gemeinden Dommartin, Poliez-le-Grand und Sugnens zur neuen Gemeinde Montilliez zusammen.

## Geographie
Naz liegt auf 675 m ü. M., fünf Kilometer ostnordöstlich von Echallens und 17 Kilometer nordnordöstlich der Kantonshauptstadt Lausanne (Luftlinie). Das Bauerndorf erstreckt sich auf einem kleinen Plateau im nordöstlichen Gros de Vaud, westlich des Tals der Mentue, im Waadtländer Mittelland.
Die Fläche des nur gerade 1,2 km² grossen ehemaligen Gemeindegebiets umfasst einen Abschnitt des Waadtländer Mittellandes. Das Plateau von Naz auf einer durchschnittlichen Höhe von 665 m ü. M. und mit einer Fläche von rund 1 km² wird im Osten von der Mentue, im Südosten von ihrem Seitenbach Coruz und im Westen vom Botterel, ebenfalls ein Seitenbach der Mentue, eingefasst. Alle diese Flussläufe haben rund 30 bis 50 m tiefe Täler in die Molasseschichten des Hochplateaus eingegraben. Die höchste Erhebung von Naz wird mit 688 m ü. M. auf dem Hügel Bugnon erreicht. Von der Gemeindefläche entfielen 1997 6 % auf Siedlungen, 23 % auf Wald und Gehölze und 71 % auf Landwirtschaft.
Nachbargemeinden von Naz waren Dommartin, Poliez-le-Grand, Sugnens, Fey und Peyres-Possens.

## Bevölkerung
Mit 137 Einwohnern (Stand 31. Dezember 2010) gehörte Naz zu den kleinsten Gemeinden des Kantons Waadt. Von den Bewohnern sind 95,6 % französischsprachig und 4,4 % deutschsprachig (Stand 2000). Die Bevölkerungszahl von Naz belief sich 1850 auf 98 Einwohner, 1900 auf 77 Einwohner. Nachdem die Bevölkerung bis 1980 auf 54 Personen abgenommen hatte, wurde wieder eine deutliche Bevölkerungszunahme verzeichnet.

## Wirtschaft
Naz lebt noch heute von der Landwirtschaft, insbesondere von Ackerbau und Viehzucht. Im Tal der Mentue unterhalb von Naz bestand vom 18. bis zu Beginn des 20. Jahrhunderts eine Ziegelei. Ausserhalb des primären Sektors gibt es heute nur wenige Arbeitsplätze im Dorf.

## Verkehr
Naz liegt an einer Verbindungsstrasse von Lausanne nach Thierrens. Durch einen Postautokurs, der von Echallens nach Thierrens verkehrt, ist Naz an das Netz des öffentlichen Verkehrs angeschlossen.

## Geschichte
Zum ersten Mal wurde der Ort im Jahre 1213 unter dem Namen Nars urkundlich erwähnt, im Jahre 1216 erschien die Schreibweise Nas. Der Ortsname geht auf das lateinische Wort nasum (Nase) zurück und bezeichnet einen Ort, der auf einem Geländevorsprung liegt.
Naz gehörte seit dem Mittelalter zu Dommartin, das dem Domkapitel von Lausanne unterstand. Mit der Eroberung der Waadt durch Bern im Jahr 1536 kam das Dorf unter die Verwaltung der Kastlanei Dommartin, einer Exklave in der Vogtei Lausanne. Nach dem Zusammenbruch des Ancien Régime gehörte Naz von 1798 bis 1803 während der Helvetik zum Kanton Léman, der anschliessend mit der Inkraftsetzung der Mediationsverfassung im Kanton Waadt aufging. 1798 wurde es dem Bezirk Echallens zugeteilt. In den Jahren 1983 und 1984 richteten Brände schwere Schäden an. Naz besitzt keine eigene Kirche, es gehört zur Pfarrei Dommartin.
In jüngster Zeit ist der Ort dafür bekannt geworden, dass dort in den Jahren 2002 und 2004 durch Interpol zwei Verdächtige der Anschläge auf das World-Trade-Center verhaftet wurden.